# 道後溫泉站
道後溫泉站（日语：／ Dōgo-Onsen eki */?）是位於日本愛媛縣松山市的路面電車車站，隸屬於伊予鐵道（伊予鐵），車站編號為24。
本站為伊予鐵隷下的所有路面電車站中（剔除古町站），唯一在日語中稱作「駅」、也具有與一般鐵路車站相同的規格和配置的電車站，也是由正式員工駐守服務窗口的直營站，但功能上卻沒有鐵路車站的窗口多元化，只會辦理失物事宜。而位於精品店內的服務櫃位也只售賣觀光列車車票、一日票、IC卡與提供自動增值服務。本站因鄰近道後溫泉而得名。

## 所屬路線
- 伊予鐵道

松山市內線（城南線）
■3號線（市站線）
■5號線（JR線）

## 車站結構
本站設有側式月台2個，有效長度足夠容納3輛路面電車，或1輛電車加附有2節車廂的「少爺列車」。
由於本站是其中一個終點站，也是較多遊客使用的車站，所以全月台均設有上蓋，而兩端也設有平交道連接兩邊月台，靠近站舍一邊為始發月台；遠離站舍的為到訖月台。當乘客離開車廂後，電車會繼續駛前離開月台，轉入避線路段內，然後通過最末端的轉轍器轉向至另一邊月台，或者直接駛入泊車區內停車。另外在出發月台及最末端的轉轍器間，還設1條頭端式側線，是供「少爺列車」在不服務的時段，停泊於此以供遊人拍照之用，頭端石壆裝有「少爺列車」的簡介碑石。

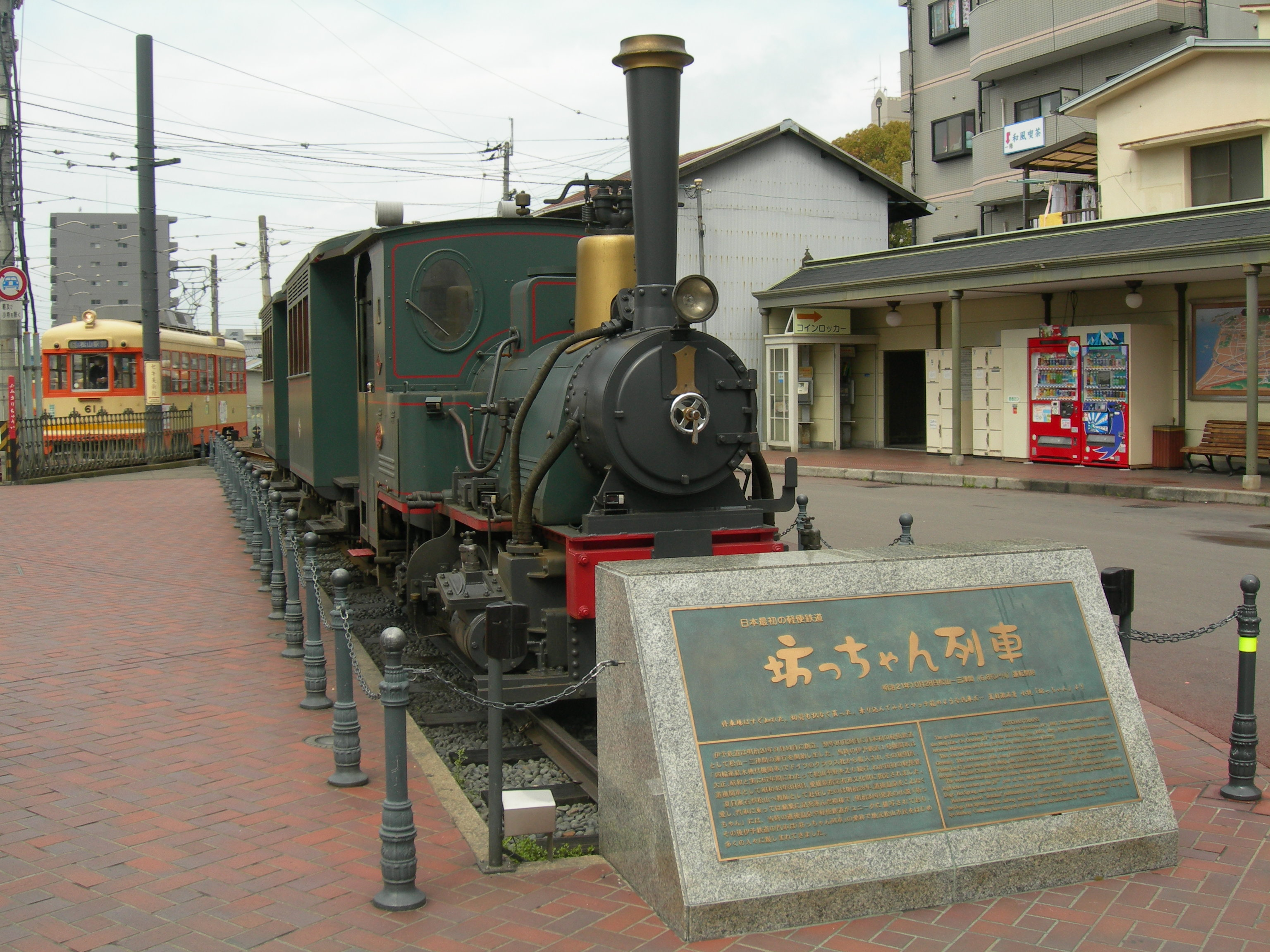
停泊在頭端式側線上的1號「少爺列車」車頭。

### 月台配置
| 月台 | 路線     | 目的地       |
| ---- | -------- | ------------ |
| 1    | ■3號線   | 往松山市站   |
| 1    | ■5號線   | 往JR松山站前 |
| 2    | 下車專用 | 下車專用     |

## 歷史

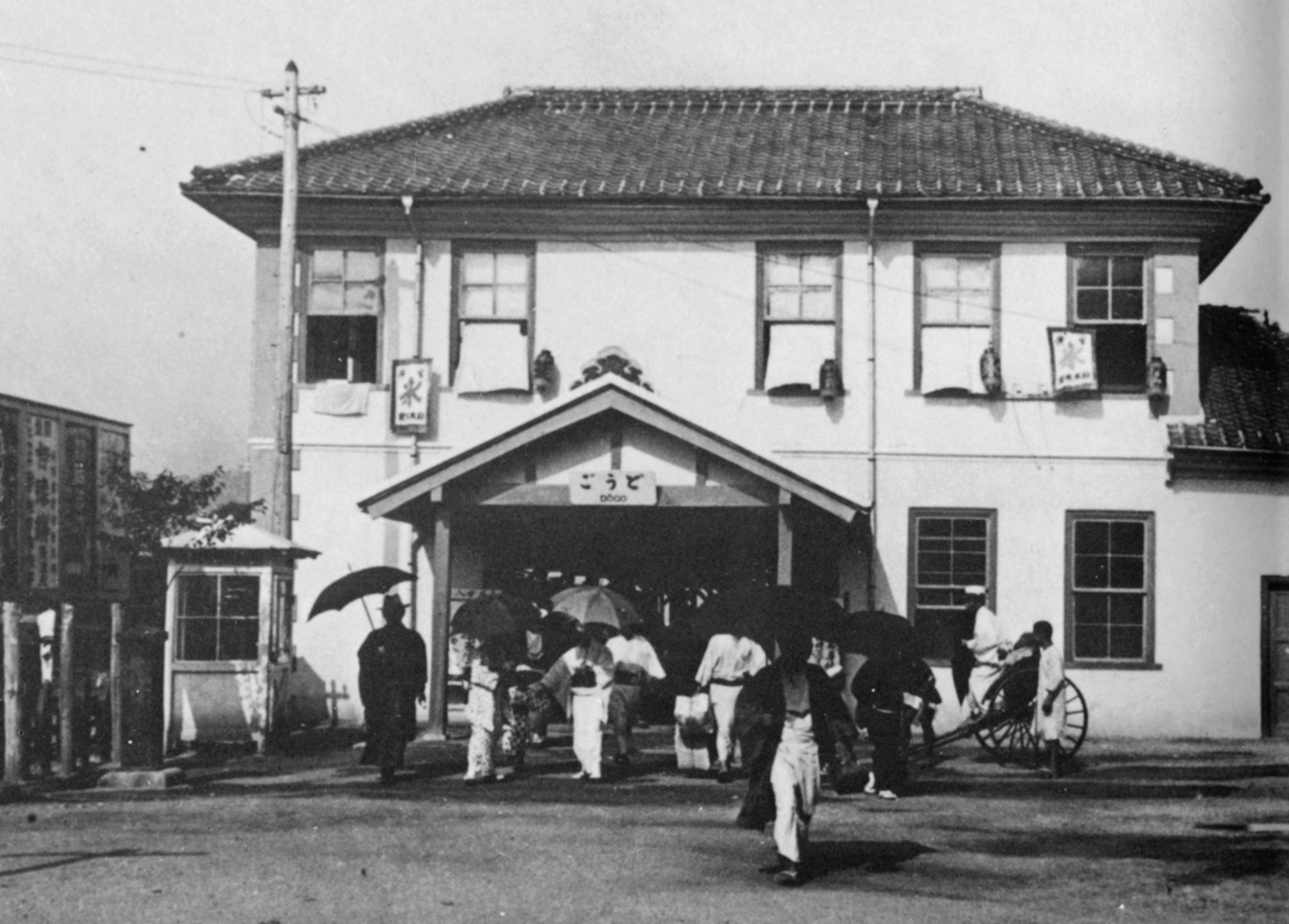
1895年開業時的站舍。

- 1895年8月22日：道後鐵道道後站開業，採用762mm軌距。
- 1900年5月1日：道後鐵道與伊予鐵道合併，道後站歸伊予鐵道管理。
- 1907年3月：松山電氣軌道道後站啟用。採用1435mm軌距。（上一萬至道後與現時城南線相同。）
- 1911年8月8日：762mm軌距全改為1067mm軌距、電化。並且重建站舍（第2代）。
- 1921年：
  - 4月1日：松山電氣軌道與伊予鐵道合併。
  - 5月1日：舊松山電氣軌道廢棄。
- 1926年5月2日：一番町（即大街道）〜上一萬〜道後間的城南線開通。同時舊道後鐵道道後〜御寶町（即現在勝山町）廢線。
- 1927年4月3日：舊道後鐵道城北線道後〜木屋町廢線
- 1961年4月1日：站名改稱為「道後溫泉站」。
- 1986年5月31日：第3代站舎完成，部份材料乃重用至第2代站舍，並仿照第2代站舍的外形重新設計。

## 相鄰車站
伊予鐵道
城南線
道後溫泉（24）－道後公園（23）

## 外部連結
- 伊予電鐵道後温泉站官方網頁。 （页面存档备份，存于）（日語）
- 伊予電鐵道後温泉站「少爺列車」紀念品店官方網頁。 （页面存档备份，存于）（日語）

 维基共享资源上的相關多媒體資源：道後溫泉站